# Bobara
Bobara o Bobarra (in croato: Bobara) è uno degli scogli Pettini. Si trova lungo la costa dalmata meridionale, nel mare Adriatico, vicino al porto di Ragusa Vecchia (Cavtat). Amministrativamente, appartiene al comune di Canali, nella regione raguseo-narentana, in Croazia.
Nel 1482 fu spostato a Bobara il primo lazzaretto della repubblica di Ragusa che operava precedentemente (dal 1377) a Marcana. L'isolotto fu abitato solo finché funzionò il lazzaretto.

## Geografia
Bobara si trova di fronte alla valle di Breno (Župski zaljev), a ovest del porto di Ragusa Vecchia, a circa 2,45 km da punta Santo Stefano (rt Sustjepan) e 1 km a nord-ovest di Marcana.
Di forma allungata, la sua lunghezza è di circa 470 m, ha una superficie di 0,0638 km², le coste sono lunghe 1,25 km e l'altezza massima è di 45,2 m s.l.m..
A sud est dell'isolotto si susseguono uno vicino all'altro 3 scogli: 
- Trava, con un'area di 5084 m²[1] e la costa lunga 314 m[1] 42°35′07″N 18°10′45″E.
- Hljeb, con un'area di 5344 m²[1] e la costa lunga 387 m[1] 42°35′04″N 18°10′51″E.
- Ražnjić, con un'area di 7222 m²[1] e la costa lunga 314 m[1] 42°35′01″N 18°11′01″E.

con un'area di 2523 m², si trova a sud-est della sua punta meridionale, a 150 m di distanza.

### Isole adiacenti
- Marcana (Mrkan), a sud-est.
- Scoglio San Pietro (Supetar), a nord-est.

## Storia
L'isola fu sede, dal 1377, del primo lazzaretto della Repubblica di Ragusa, che fu spostato a Bobara nel 1482, rimangono visibili circa 100 m di un muro del XV sec.

### Cartografia
- (HR) Mappa topografica della Croazia 1:25000, su preglednik.arkod.hr. URL consultato il 27 febbraio 2017.
- G. Giani, Carta prospettiva delle Comuni censuarie della Dalmazia, foglio 11, 1839. Fondo Miscellanea cartografica catastale, Archivio di Stato di Trieste.
- Carta di cabottaggio del mare Adriatico, foglio XIII, Milano, Istituto geografico militare, 1822-1824. URL consultato l'11 febbraio 2021 (archiviato dall'url originale il 13 aprile 2013).